# إسويطيات
الإسويطيات (الاسم العلمي: Isoetales) هي رتبة من النباتات تتبع الطبقة من طائفة الحزازيات المتسانية.

## التصنيف
- المتسانيات
  - المتسانية